# Prescottia densiflora
Prescottia densiflora är en orkidéart som först beskrevs av Adolphe-Théodore Brongniart, och fick sitt nu gällande namn av John Lindley. Prescottia densiflora ingår i släktet Prescottia och familjen orkidéer. Inga underarter finns listade i Catalogue of Life.